# Tikaboo Peak
Der Tikaboo Peak ist die höchste Erhebung der Pahranagat-Gebirgskette in Lincoln County (Nevada) und befindet sich im Großen Becken nordöstlich vom Death-Valley-Nationalpark und südwestlich vom Great-Basin-Nationalpark.
Der Berg liegt am Ostrand des Tikaboo Valley, nahe dem Highway 375 und 42 Kilometer östlich vom militärischen Sperrgebiet Area 51. Er ist heute der einzige frei zugängliche Aussichtspunkt mit Blick auf das Sperrgebiet. Die beiden näher liegenden Aussichtspunkte, Freedom Ridge und White Sides, wurden 1995 von der US-amerikanischen Regierung für die Öffentlichkeit gesperrt, da zahlreiche Personen die Area von dort aus filmten und fotografierten.
Die nächstgelegenen Städte sind Alamo und Ash Springs, in östlicher bzw. nordöstlicher Richtung etwa 20 Kilometer entfernt. Die nächste Metropole ist Las Vegas mit 110 Kilometer Entfernung in südlicher Richtung.

## Einzelnachweise

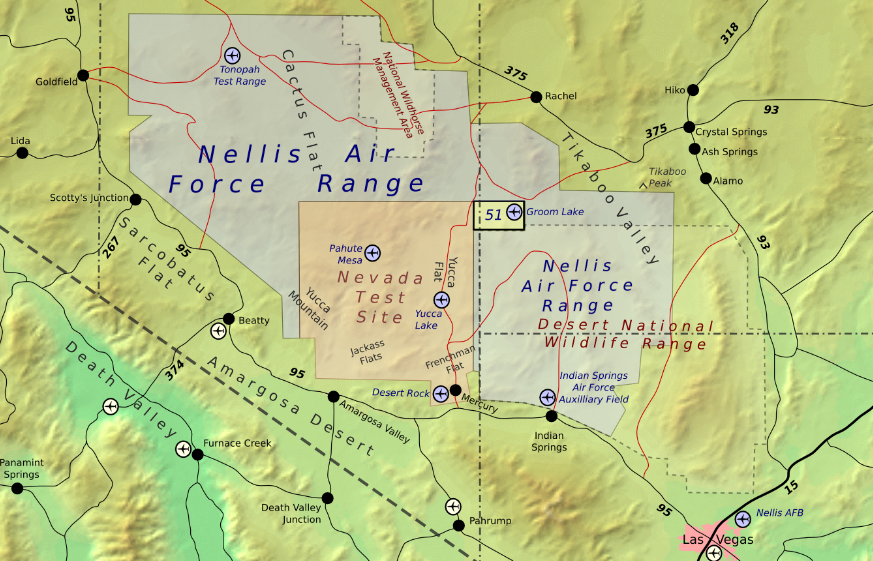
Karte der Region